# Yandel 150
«Yandel 150» es una canción de reguetón del cantante puertorriqueño Yandel y el cantante colombiano Feid. Fue lanzada el 20 de diciembre de 2022, bajo Y Entertainment y Sony Music Latin como el cuarto sencillo del séptimo álbum de estudio de Yandel, Resistencia (2023). Fue escrita por Feid, Yandel, Fantakuko, Rolo, Jowan y Wain, además de producido por estos tres últimos.

## Antecedentes
«Yandel 150» marca la segunda colaboración entre Yandel y Feid, después del sencillo «Xq te pones así» (2022), del álbum Feliz cumpleaños, Ferxxo, te pirateamos el álbum de Feid. Ambos artistas también han compartido como coautores de «Ginza (remix)» (2015) de J Balvin en colaboración de Yandel, Farruko, Nicky Jam, De la Ghetto, Daddy Yankee, Zion y Arcángel.

## Letra
«Yandel 150» es presentada por los primeros acordes como una canción de desamor. La letra da a entender que está dedicada a una mujer que trabaja en un club nocturno, pero es imposible entablar una conversación con ella por la profesión que ejerce. Esta composición es similar a su anterior colaboración «XQ te pones así» y podría considerarse como una continuación.

## Desempeño comercial
En los Estados Unidos, «Yandel 150» encabezó la lista Latin Rhythm Airplay en su novena semana y la lista Latin Airplay en su undécima semana, con fecha del 15 de abril de 2023. Yandel consigue su decimoquinto número uno en ambas listas, después de «Déjà Vu» (2021), mientras que Feid marca su tercer número uno en el Latin Airplay (2022) y su cuarto número uno en el Latin Rhythm Airplay, después de «Hey, mor». También debutó con el número 96 en el Billboard Hot 100 con fecha del 18 de febrero de 2023, para después llegar al número 71 como su punto máximo, el 1 de abril de 2023.
En España alcanzó el puesto número 2 y obtuvo una certificación de disco de platino doble por los Productores de Música de España. En América Latina lideró las listas de Bolivia, Chile, Colombia, Ecuador y Perú, mientras que se ubicó dentro del top diez en Argentina, Costa Rica, El Salvador, Honduras, Nicaragua, Panamá y Paraguay.

## Remezcla
El 15 de junio de 2023 Yandel y Feid publicaron una remezcla de la canción junto al rapero y cantante puertorriqueño Daddy Yankee, bajo el título de «Yankee 150» como homenaje a dicho artista. Fue escrita por Yandel, Feid, Daddy Yankee, Jowan, Rolo, Wain, Fantakuka y Justin Quiles y producida por Rolo, Jowan y Wain. Aunque «Yankee 150» obtuvo varias críticas positivas, decepcionó a parte del público por dar más cabida a Daddy Yankee y sustituir algunos versos de Feid.

### Recepción crítica
Laura Coca de la emisora de radio española Los 40 dio una crítica positiva a la canción, destacando a Daddy Yankee como un «talento» y que «aporta unos versos inconfundibles y un ritmo de lo más pegadizo». También auguró que el tema «va a convertirse en el tema de las pistas de baile este verano» aunque «son muchos los artistas que sacan su arsenal musical a relucir en las semanas previas a que dé comienzo la época más calurosa del año».
Lucía Castillo del diario español Okdiario también criticó positivamente la remezcla y señaló que «mantiene la esencia de la canción original», pero que «la presencia de Daddy Yankee lleva esta canción a otro nivel». Del mismo modo, la emisora de radio peruana Moda destacó que «mantiene la misma dinámica y esencia que hizo del hit original todo un éxito».
El diario argentino Crónica publicó que «el agregado de los versos de Daddy Yankee explota todo el potencial de un hit con el que ya especulan si no será ‘el tema del verano’ en el hemisferio norte». La televisora ecuatoriana Ecuavisa, mediante un artículo en su sitio web, indicó que «promete ser una de las mejores canciones del 2023» y «que Feid esté dentro del elenco vuelve aún más popular el producto».
Por otro lado, según el diario español Diario de Avisos, la canción decepcionó al público, siendo criticado principalmente por la «sustitución de algunas de las partes favoritas de la canción original para añadir a la leyenda del reggaetón (Daddy Yankee)» y que «la parte en la (que) aparece la nueva estrella Feid se ha pasado al final de la canción». Asimismo, algunos de los fanáticos que estuvieron disconformes publicaron sus opiniones en Twitter, lo que convirtió el tema del lanzamiento de la canción en trending topic.

### Desempeño comercial
En los Estados Unidos, «Yankee 150» se posicionó en el número 33 en la lista Hot Latin Songs de Billboard. En Argentina debutó y alcanzó como máximo el número 75 en la lista Argentina Hot 100 de Billboard y Billboard Argentina. En el resto de América Latina se ubicó dentro del top veinticinco en Chile, Colombia, Ecuador y Perú. En España se posicionó en el número 45.

## Posicionamiento en listas

### Semanales
| Lista                                  | Mejor posición |
| -------------------------------------- | -------------- |
| América Latina Latino (Monitor Latino) | 4              |
| Argentina (Argentina Hot 100)          | 6              |
| Bolivia (Monitor Latino)               | 8              |
| Bolivia (Bolivia Songs)                | 1              |
| Centroamérica (Monitor Latino)         | 3              |
| Chile (Chile Songs)                    | 1              |
| Chile Urbano (Monitor Latino)          | 15             |
| Colombia (Colombia Songs)              | 1              |
| Colombia (Monitor Latino)              | 3              |
| Costa Rica (Monitor Latino)            | 7              |
| Ecuador (Ecuador Songs)                | 1              |
| Ecuador (Monitor Latino)               | 7              |
| Estados Unidos (Billboard Hot 100)     | 71             |
| Estados Unidos (Hot Latin Songs)       | 6              |
| Estados Unidos (Latin Airplay)         | 1              |
| Estados Unidos (Latin Rhythm Airplay)  | 1              |
| El Salvador (Monitor Latino)           | 3              |
| España (Top 100 Canciones)             | 2              |
| Guatemala (Monitor Latino)             | 16             |
| Global (Billboard Global 200)          | 13             |
| Honduras (Monitor Latino)              | 2              |
| México (Mexico Songs)                  | 21             |
| Nicaragua (Monitor Latino)             | 2              |
| Panamá (Monitor Latino)                | 5              |
| Paraguay (Monitor Latino)              | 13             |
| Perú (Monitor Latino)                  | 4              |
| Perú (Peru Songs)                      | 1              |
| Portugal (AFP)                         | 98             |
| Puerto Rico (Monitor Latino)           | 1              |
| República Dominicana (Sodinpro)        | 2              |
| República Dominicana (Monitor Latino)  | 1              |
| Venezuela Urbano (Monitor Latino)      | 17             |

| Lista                                | Mejor posición |
| ------------------------------------ | -------------- |
| Argentina (Argentina Hot 100)        | 75             |
| Chile (Chile Songs)                  | 20             |
| Colombia (Colombia Songs)            | 16             |
| Ecuador (Ecuador Songs)              | 22             |
| Estados Unidos (Hot Latin Songs)     | 33             |
| E.E. U.U. (Latin Digital Song Sales) | 5              |
| España (Top 100 Canciones)           | 45             |
| Global (Billboard Global 200)        | 177            |
| Perú (Peru Songs)                    | 25             |

### Mensuales
| Territorio (2023) | Mejor posición |
| ----------------- | -------------- |
| Uruguay (CUD)     | 5              |
| Paraguay (SGP)    | 8              |

## Certificaciones
| País   | Organismo certificador          | Certificación | Ventas certificadas | Ref.   |
| ------ | ------------------------------- | ------------- | ------------------- | ------ |
| España | Productores de Música de España | 2× platino    | 80 000              | [ 27 ] |